# Climateprediction.net
Climateprediction.net(CPDN)은 기후 모델을 연구함과 동시에 불확실성을 줄이는 분산 컴퓨팅 프로젝트이다. Climateprediction.net 은 개인용 컴퓨터들이 기부한 유휴 시간을 사용하여 여러 매개변수들의 작은 변화에 따라 기후 모델이 어떻게 변화하는지를 살핀다.
이 프로젝트는 BOINC 프레임 워크를 사용하여 자발적인 참여자가 서버측에 작업을 받은 후 일부 프로세스를 돌리고 있다. 
CPDN 프로젝트는 영국의 옥스퍼드 대학교에서 운영하고 있으며, 많은 컴퓨팅 파워와 더불어 많은 데이터를 사용하여 다른 기후 모델링보다 더 많은 데이터를 만들었다. 이 프로젝트는 지금까지 1억 모델년의 데이터를 쌓았다. 2016년 6월 기준 223개국, 12000여명의 적극적 참가자들이 2억7천 BOINC 크레딧을 쌓았으며, 55 테라 플롭스의 처리 능력을 보여주고 있다.

## 목표

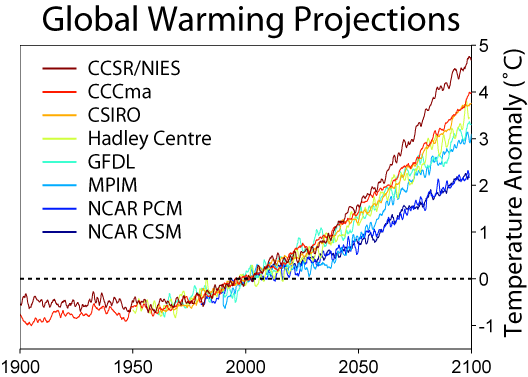
시간 경과에 따른 다양한 모델의 불확실성 범위에 대한 IPCC 그래픽. Climateprediction.net은 오차 범위를 줄이고 더 나은 확률 정보를 생성하는 것을 목표로 한다.

Climateprediction.net 프로젝트의 목적은 최첨단 기후 모델들의 여럿 매개 변수화의 불확실성을 연구하는 것이다.  이런 기후 모델들은 수천개의 물리 매개변수에 약간의 변화를 주어 실행되며, 프로젝트에서는 이런 모델들이 어떻게 변화하는지를 검사한다. 이런 변수들은 잘 알려지지 않으며, 변이는 그럴듯한 범위안에 속하기 때문이다. 그렇기 때문에 이 프로젝트는 모델들이 작은 변화에 민감하게 대응하는지와 더불어 이산화탄소와 더불어 유황의 변화에 따른 변화의 민감성을 대조하는데 도움을 준다. 과거에는 기후 변화에 대한 추정을 잴때, 10개에서 1천개 정도의 작은 물리 변수를 사용하여 이루어졌다. 이런 참여자의 컴퓨터를 사용하는 프로젝트는 과학자들이 가용할 수 있는 슈퍼컴퓨터보다 더 많은 기후변화 예측에 대한 이해와 신뢰를 쌓을 수 있다. 
또한 Climateprediction.net은 기후 변화에 관한 정부 간 패널 (IPCC)이 2001년 최우선 과제로 밝힌 '복잡한 모델을 사용하여 장기간의 전체 시뮬레이션을 포함한 기후 예측 및 시뮬레이션의 정확도를 올리는 정량적인 방법의 개선"에 도움을 줄수 있으며, 이 실험을 통해 결정권자들은 21세기의 가장 큰 국제적 문제에 대한 더 나은 과학적인 기반을 얻을 수 있게 될 것이다. 
위의 그래프에서 나타나듯이, 여러 모델들은 시간이 지남에 따라 분포의 범위가 넓어짐을 볼 수 있다. 맨 오른쪽에는 각각의 모델들의 커브가 나타내는 최종 온도 범위가 있다. 보듯이, 모델의 미래가 확장될수록 차이가 더 넓어진다. 변화의 대략 절반은 기후의 강제 시나리오가 아닌 불확실성에 기반을 두고 있다. 이런 불확실성을 줄이기 위해 더 나은 시나리오나 혹은 모델의 개선이 필요로 하며, Climateprediction.net 은 시나리오가 아닌 모델의 불확실성을 줄이는데 목적을 두고 있다.   

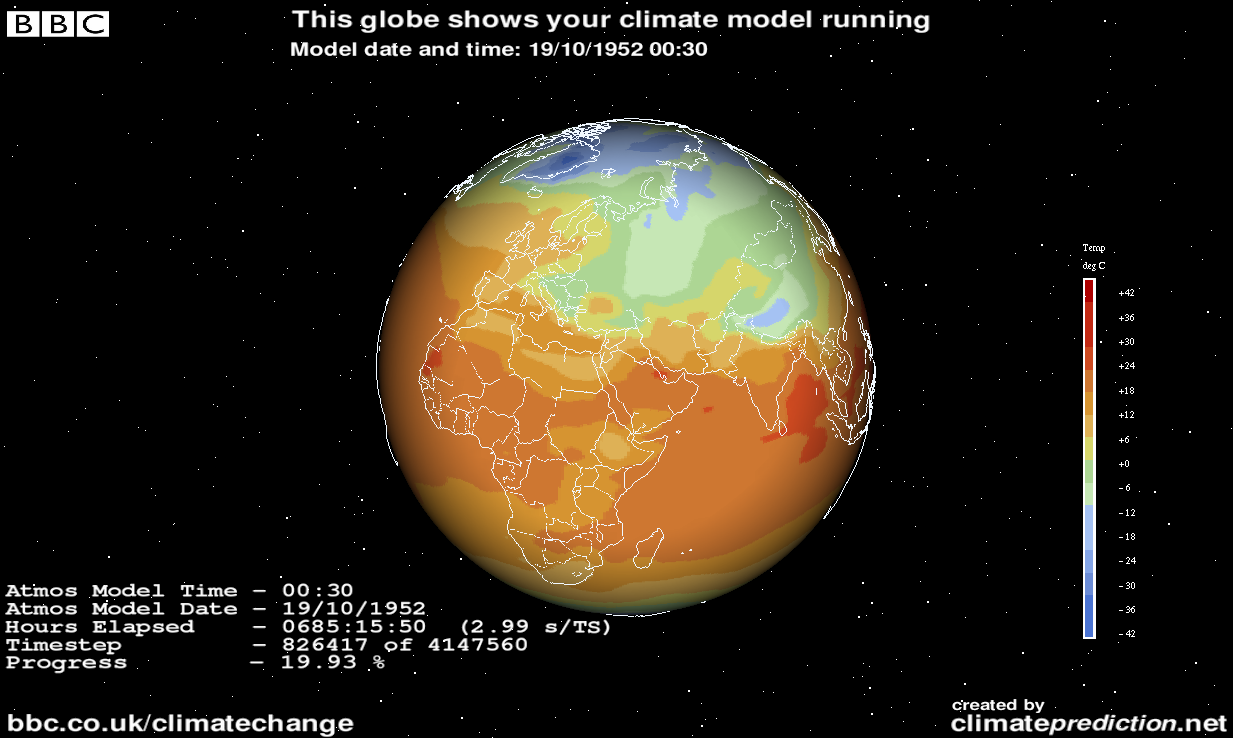
BOINC 5.4.9에서 Climateprediction.net 스크린 세이버

## 참고 문헌들
1. ↑  “About the project”. Climateprediction.net. 2011년 2월 23일에 원본 문서에서 보존된 문서. 2011년 2월 20일에 확인함.
2. ↑  “BBC quote of Nick Faull”. Bbc.co.uk. 2007년 1월 21일. 2011년 2월 20일에 확인함.
3. ↑  “Climate prediction.net”. 《tessella.com》. 2009년 2월 27일에 원본 문서에서 보존된 문서. 2010년 12월 13일에 확인함.
4. ↑  “Detailed user, host, team and country statistics with graphs for BOINC”. 《boincstats.com》. 2008년 12월 18일에 원본 문서에서 보존된 문서. 2016년 6월 29일에 확인함.
5. ↑  “Modelling The Climate”. Climateprediction.net. 2009년 2월 4일에 원본 문서에서 보존된 문서. 2011년 2월 20일에 확인함.

## 같이 보기
- 기후 모형
- BOINC